# ناتان دیل
ناتان دیل (انگلیسی: John Nathan Deal؛ زادهٔ ۲۵ اوت ۱۹۴۲) یک سیاست‌مدار اهل ایالات متحده آمریکا است.
دیل فرماندار کنونی ایالت جورجیا از حزب جمهوری‌خواه ایالات متحده آمریکا است که در تاریخ ۱۰ ژانویه ۲۰۱۱ میلادی به عنوان فرماندار انتخاب شد و تا سال ۲۰۱۵ در این سمت باقی خواهد ماند.